# Виггерс, Фридрих Генрих
Фридрих Генрих Виггерс (нем. Friedrich Heinrich Wiggers или нем. Fridrich Hindrich Wiggers, или нем. Friedrich Heinrich Wichers, или нем. Fridrich Hindrich Wichers, 15 марта 1746 — 3 марта 1811) — немецкий ботаник, миколог и врач.

## Биография
Фридрих Генрих Виггерс родился в городе Кремпе (Штайнбург) 15 марта 1746 года.
В 1780 году он написал диссертацию на тему Primitiae florae holsaticae.
Фридрих Генрих Виггерс умер в городе Хузум 3 марта 1811 года.

## Научная деятельность
Фридрих Генрих Виггерс специализировался на водорослях, семенных растениях и на микологии.

## Научные работы
- Primitiae florae holsaticae. 1780 (диссертация).